# Показник (рольові ігри)
Показник (англ. statistic) у рольових іграх — це частина даних, яка представляє певний аспект вигаданого персонажа. Ця частина даних зазвичай є цілим числом або, в деяких випадках, набором кісток.

Більшість ігор поділяють свої показники на кілька категорій. Набір категорій, які фактично використовуються в ігровій системі, а також точний показник в кожній категорії дуже відрізняються. Найбільш часто використовувані типи показників включають:
- Атрибути описують, якою мірою персонаж володіє природними, вродженими характеристиками, спільними для всіх персонажів.
- Переваги та недоліки - це корисні чи проблемні характеристики, які не властиві всім персонажам.
- Здібності представляють унікальні або особливі якості персонажа. З точки зору гри, вони часто дають персонажу потенціал отримати або розвинути певні переваги або навчитися та використовувати певні навички.
- Навички представляють засвоєні уміння персонажа в попередньо визначених сферах.
- Риси — це широкі сфери досвіду, подібні до навичок, але з ширшим і зазвичай більш вільно визначеним обсягом у сферах, які гравець вільно обирає.

Стандартної номенклатури показників немає; наприклад, як GURPS, так і Storytelling System називають свої показники «рисами» (англ. traits), навіть якщо вони розглядаються як атрибути та навички.
Багато ігор використовують вторинні показники, значення яких залежать від інших показників, відомих як первинні або базові показники. Специфічні для гри концепції, такі як рівні досвіду, світогляд, клас персонажа та раса, також можна вважати показниками.

## Типи

### Атрибути

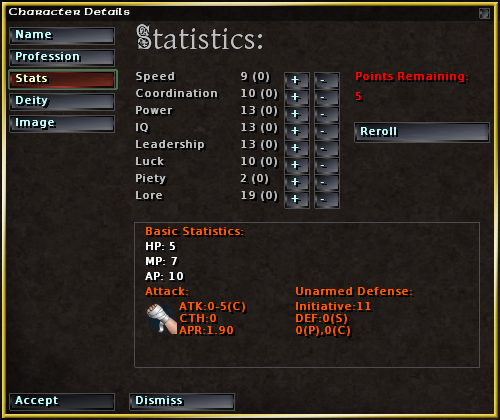
Екран підвищення атрибутів у комп’ютерній рольовій грі

Атрибути є основними характеристиками персонажа, що визначають його природні здібності та особливості. Вони часто поділяються на фізичні, розумові та соціальні категорії, наприклад, сила, інтелект та харизма. Атрибути використовуються для визначення успіху персонажа в різних ситуаціях, від фізичних випробувань до соціальних взаємодій. Вони можуть бути визначені під час створення персонажа або впливати на розподіл очок досвіду, а їх значення зазвичай варіюються в межах певного діапазону (наприклад, від 1 до 100). Вищі значення атрибутів зазвичай означають більшу ефективність у виконанні дій, що пов'язані з цими характеристиками, тому атрибути грають важливу роль у розвитку персонажа і формуванні його сильних та слабких сторін.

### Переваги та недоліки
Переваги та недоліки дозволяють додати ще більше глибини та різноманітності персонажам. Перевага — це позитивна риса або властивість, яка покращує здібності персонажа, наприклад, надзвичайна фізична сила або соціальний вплив. Недолік, навпаки, представляє певну слабкість чи обмеження персонажа, наприклад, страх перед темрявою чи низька витривалість. Вони можуть бути використані для створення більш збалансованих та цікавіших персонажів, оскільки гравець часто повинен вибирати недоліки, щоб компенсувати переваги. Це також додає елементи ризику і вибору, оскільки деякі недоліки можуть суттєво впливати на ігровий процес, в той час як переваги надають персонажу додаткові можливості для досягнення успіху в різних ситуаціях.

### Очки персонажа
Очки персонажа — це абстрактні елементи, що використовуються для створення та розвитку персонажа. Гравці можуть використовувати очки для придбання атрибутів, навичок або здібностей. Очки також можна заробляти протягом гри для покращення атрибутів чи навичок.

### Здібності
Здібність (або сила) представляє унікальну чи спеціальну здатність персонажа, яка може бути активована чи вимкнена. У супергеройських іграх здібності часто трактуються як навички.

### Навички

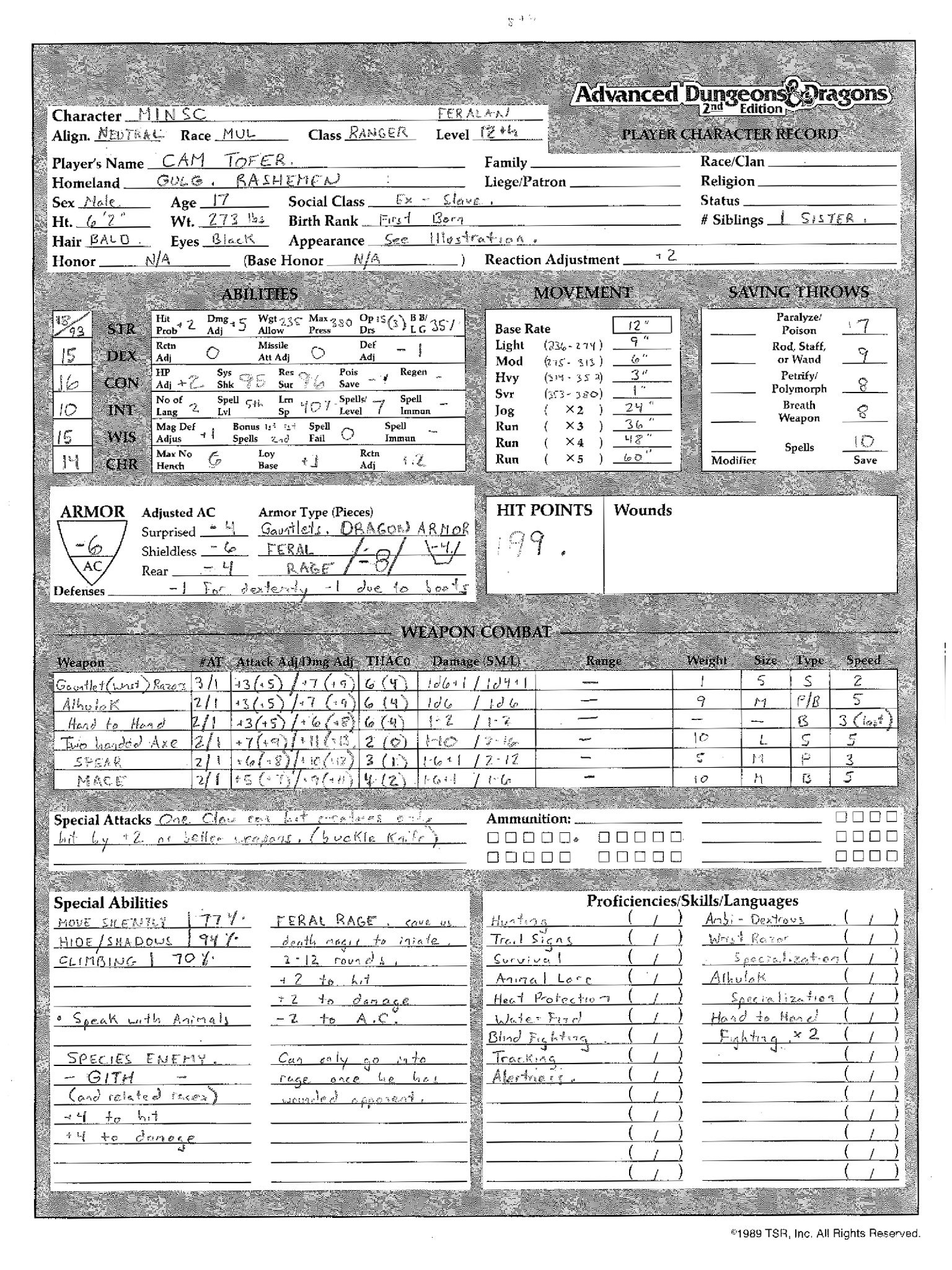
Аркуш персонажа Dungeons & Dragons з переліком навичок, таких як «рухатися безшумно» та «розмовляти з тваринами»

Навички — це знання та вміння, здобуті персонажем. Вони можуть бути обрані під час створення персонажа або вдосконалюватися в процесі гри за допомогою очок досвіду. Навички можуть бути специфічними, наприклад, «зцілення» або «ковальство», і часто мають певну вартість для покращення. У багатьох іграх навички взаємодіють з атрибутами, що визначають шанси на успіх, і можуть мати різні рівні складності залежно від ситуації або обраної стратегії.

### Риси
Риси (або властивості) — це широкі області експертизи персонажа. Вони часто визначаються під час створення персонажа та можуть бути представлені як сукупність навичок, атрибутів або переваг. Риси дозволяють створити глибший та унікальніший образ персонажа, допомагаючи визначити його сильні сторони та роль у грі. Вони можуть мати різний вплив на розвиток персонажа і використовуються для збагачення ігрового процесу, даючи гравцям більше варіантів для розвитку персонажа.

### Вторинні показники
Вторинні показники визначаються на основі основних атрибутів і відображають специфічні можливості персонажа, такі як швидкість, здоров'я чи сила удару. Вони часто використовуються в боях і можуть змінюватися залежно від раси, класу чи магічних предметів.